# 剣道殿堂
剣道殿堂（けんどうでんどう）は、財団法人全日本剣道連盟が設けた殿堂。
全日本剣道連盟設立50周年記念事業の一環として、剣道の普及と発展に貢献した人物（物故者）を顕彰するために設けられた。選考委員会（全日本剣道連盟会長、範士4名、学識経験者4名）の決議を経て、2003年（第一次）に15名、2005年（第二次）に9名が選出され、全日本剣道連盟北の丸事務所（日本武道館）剣道映像博物館に銅板額が掲額された。全日本剣道連盟は引き続き適宜人選し、第三次以降につなげる方針を示している。

## 第一次顕彰者（2003年）
「近世の二大兵法思想書」と称される『兵法家伝書』、『五輪書』を著した江戸時代初期の剣豪、柳生宗矩と宮本武蔵は別格とされた。

### 別格顕彰
- 柳生宗矩
- 宮本武蔵

### 顕彰
- 男谷精一郎
- 斎藤弥九郎
- 千葉周作
- 山岡鉄舟
- 榊原鍵吉
- 西久保弘道
- 内藤高治
- 高野佐三郎
- 中山博道
- 木村篤太郎
- 笹森順造
- 小川金之助
- 持田盛二

## 第二次顕彰者（2005年）
第一次顕彰者候補に挙がりながら次回へ持ち越しとなった人物の追跡調査を行う一方、「剣道殿堂顕彰規定」を定め、次の3つに区分けされた。
- 剣道家顕彰

剣技・剣理ともに優れ、多くの剣道人を育て、剣道の普及・発展に尽くした功績が特に顕著であった者
- 特別顕彰

剣道界の組織化、運営などの活動面で後世に残す成果を上げ、剣道の普及・発展に特に顕著な功績のあった者
- 剣道文化顕彰

剣道の歴史研究、文化事業などを通して剣道の社会的評価を高め、剣道の普及・発展に多大な貢献のあった者

### 剣道家顕彰
- 桃井春蔵直正
- 根岸信五郎
- 斎村五郎
- 大麻勇次

### 特別顕彰
- 星野仙蔵
- 小沢愛次郎
- 小西新右衛門業茂
- 小澤寅吉
- 野間清治

## 参考資料
- 日本武道館編『日本武道協議会設立30周年記念日本の武道』146-148頁
- 『時代をつなぐ剣の道　剣道殿堂顕彰者 その足跡と功績』（DVD）、全日本剣道連盟